# Mirosław Chmara
Mirosław Marian Chmara (ur. 9 maja 1964 w Bydgoszczy) – polski lekkoatleta, specjalista skoku o tyczce, wychowanek trenera Romana Dakiniewicza.

## Osiągnięcia
Był brązowym medalistą Halowych Mistrzostw Europy w Hadze 1989 (z wynikiem 5,70 m). Startował na olimpiadzie w Seulu, ale w finale rozpoczął od zbyt dużej wysokości i nie zaliczył żadnego udanego skoku. Dwa razy startował w mistrzostwach świata: w Rzymie 1987 i w Tokio 1991, ale odpadł w kwalifikacjach. Za to w Halowych Mistrzostwach Świata w lekkoatletyce w Budapeszcie 1989 zajął 4. miejsce. Takie samo miejsce wywalczył podczas halowych mistrzostw Europy w Madrycie 1986 i Budapeszcie 1988.
Trzykrotnie zdobywał tytuł mistrza Polski na otwartym stadionie w 1990, 1991 i 1992, a pięć razy w hali (1988, 1989, 1991, 1992 i 1993).
Był zawodnikiem BKS Bydgoszcz, a następnie przez większość kariery reprezentował Zawiszę Bydgoszcz. Syn Mariana Wiktora i Wandy Marii z domu Cicha, absolwent Zasadniczej Szkoły Zawodowej (tokarz). Żonaty (Małgorzata), ma dwie córki (Patrycję i Natalię).
Brat stryjeczny Sebastiana Chmary (ojca) i wujek Sebastiana Chmary (syna).

## Rekordy życiowe
We francuskim Villeneuve-d’Ascq 27 czerwca 1988 ustanowił wynikiem 5,90 m rekord Polski, który przetrwał do 2011 roku i jest również jego rekordem życiowym (3. wynik w historii polskiej lekkoatletyki).